# J3 Tuesday 〜Midnight IQ〜
『J3 Tuesday〜Midnight IQ〜』（ジェイスリー チューズデー ミッドナイト アイキュー）は、FM大阪で放送されていたラジオ番組。2023年4月4日よりリニューアルされ、後継番組として『OSAKA IDOL QUEST』が2024年5月28日まで放送されていた。

## 概要
FM大阪で火曜（月曜深夜）から木曜（水曜深夜）に放送されていたJ3という放送枠で水曜（火曜深夜）に放送されていたアイドル専門番組。番組公式ハッシュタグは『#MIQ』。
番組名の「IQ」は「Idol Quest」の略であり、メジャー・インディーズを問わずアイドルを「探求」「探索」「追求」し、アイドルに関する知能指数を高めていくことをコンセプトとしている。モリ・ハヤトのトークに、AKB48、鈴木愛理といったゲストからのコメント出演も交えて番組を進行する。リスナーからの楽曲リクエストも募集していた。
2019年7月24日（23日深夜）、11月13日（12日深夜）は生放送となった。
2020年8月12日（11日深夜）の放送で、川口詩織が体調不良のため降板することが発表され、その後はモリが1人でDJを務めた。
2020年10月7日（6日深夜）の放送より、新DJとして小早川秀樹が加入。以降、モリは楽曲のセレクトやコーナーを担当。
2021年5月5日（4日深夜）の放送で放送100回を迎えた。8月11日（10日深夜）の放送では番組ロゴが完成したことを発表。
2021年9月27日には番組初のライブイベントとなる『FM OSAKA ai Night 2021〜LIVE QUEST〜』を開催し、BEYOOOOONDS、真っ白なキャンバス、虹のコンキスタドール、TEAM SHACHIが出演。
2022年6月1日（5月31日深夜）の放送をもってモリ・ハヤトが番組を卒業。
2023年3月29日（28日深夜）の放送をもって番組を終了。翌週の4月4日より放送枠を早朝に移し、毎週火曜日の5:00 - 5:55に後継番組『OSAKA IDOL QUEST』の放送を開始。
2024年5月28日の放送をもって『OSAKA IDOL QUEST』の番組放送を終了した。

## 出演者
- 小早川秀樹 - 2020年10月7日（6日深夜）より

### 過去の出演者
- 川口詩織
- モリ・ハヤト（MAWALOOPプロデューサー）

## 放送時間

### J3 Tuesday〜Midnight IQ〜
- 2019年6月5日（4日深夜）[9] - 2023年3月29日（28日深夜） 、FM大阪 毎週水曜（火曜深夜） 1:00 - 1:55[1]

### OSAKA IDOL QUEST
- 2023年4月4日 - 2024年5月28日、FM大阪 毎週火曜 5:00 - 5:55

## 過去のフロート番組

### まだまだ火曜日よんっ! BEYOOOOONDS QUEST!
2019年11月6日（5日深夜）より放送開始。DJはBEYOOOOONDSの西田汐里、江口紗耶が務める。西田と江口が週替わりで企画に挑戦するほか、リスナーのメッセージや企画案も紹介している。何度も行っている企画には「関西弁チャレンジ」、3曲同時に再生される曲をすべて当てる「何が流れているでしょうか?」、リスナーの悩みに激辛で答える「激辛人生相談」がある。また、西田のキャッチコピーも募集していたが2022年7月20日（19日深夜）の放送で「あざかわエンジェル」に決定した。2022年7月27日（26日深夜）で放送は終了したが、8月以降は単独番組『BEYOOOOONDSのラジオクエスト』として放送時間を移動し、30分番組となった。

#### ゲスト
2020年
- 4月22日（21日深夜） - 5月13日（28日深夜） - 岡村美波（BEYOOOOONDS）
- 7月29日（28日深夜） - 鈴木愛理（コメント）[14]
- 11月4日（3日深夜） - 11月25日（24日深夜） - 一岡伶奈、島倉りか（BEYOOOOONDS）[15][16]
- 12月9日（8日深夜） - 上々軍団（コメント）

2021年
- 3月24日（23日深夜） - ハロプロ研修生ユニット（コメント）[17]
- 6月9日（8日深夜）、6月16日（15日深夜）、6月23日（22日深夜）、6月30日（29日深夜） - 高瀬くるみ、里吉うたの（BEYOOOOONDS）[18]
- 12月8日（7日深夜）、12月15日（14日深夜）、12月22日（21日深夜）、12月29日（28日深夜） - 清野桃々姫、平井美葉（BEYOOOOONDS）[19]

2022年
- 1月19日（18日深夜） - 宮本佳林（コメント）
- 3月2日（1日深夜） - 江口紗耶、前田こころ、岡村美波（コメント）[20]
- 6月8日（7日深夜）、6月15日（14日深夜）、6月22日（21日深夜）、6月29日（28日深夜） - 前田こころ、山﨑夢羽[21]
- 7月20日（19日深夜） - 生田衣梨奈、野中美希（モーニング娘。'22）[22]

### ぱすこクラブ
2021年7月から毎月第2週目の番組中盤に放送されていたPassCodeのレギュラーコーナー。DJは毎回交代となり、主にPassCodeの最近の活動や近況を報告していた。

### OCHA NORMAのLDK!!
2022年8月3日（2日深夜）より放送開始。OCHA NORMAのメンバーが月替わりで担当。
2022年7月にOCHA NORMAの米村姫良々と西﨑美空が4週にわたってコメント出演し、最終週にコーナーを担当することを発表した。なお、LDKは「Love Daisuki Kansai」の略であり、関西出身のメンバーがいないOCHA NORMAが関西のファンを増やすべく、様々なミッションにチャレンジする。
後継番組『OSAKA IDOL QUEST』でも、引き続きコーナー放送を継続。2023年6月からはメンバーの一人喋りに変更となった。
『OSAKA IDOL QUEST』終了翌月の2024年6月から『Marché Coucou』に番組を移動し、毎週火曜6:30頃から『オチャノーマルシェ』としてコーナー放送を継続。
2024年10月から、番組改編に伴い『OCHA NORMAのオチャ飲みばなし』に改題。毎週火曜から毎週木曜20:45 - 20:55の放送となり、単独レギュラー番組となった。出演メンバーは不定期に変更となる。

#### コーナー
ふつおた
メンバーに聞きたいこと、曲の感想などを募集。
絶対解決相談所
リスナーの解決してほしい悩みとその解決法を募集し、あたかもメンバーが解決しているように振る舞うコーナー。

## 期間限定コーナー
いらっしゃい大阪
2023年2月開催のイベント『52OSAKA 〜Girls Castle〜』に向けてのコーナーだった。第1週は22/7、第2週はJuice=Juiceの段原瑠々と工藤由愛、第3週はBEYOOOOONDSの前田こころと山﨑夢羽が出演、第4週は私立恵比寿中学の中山莉子がメッセージ出演した。

## 代演
2020年
- 6月10日（9日深夜）- 高嶋楓、大上陽奈子 (PassCode)[42]
- 6月17日（16日深夜） - 大上陽奈子 (PassCode)[43]

2022年
- 11月 - 服部晃一郎

## エピソード
- エフエム大阪の2021年4〜6月のタイムテーブルの表紙を小早川、西田、江口が務め、スペシャルインタビューも掲載された[44]。
- 2021年4月21日（20日深夜）の放送で、ハロプロ研修生ユニットが自身のレギュラーラジオ番組以外では初となるゲスト出演を果たした[45]。